# 俄罗斯联邦国防部
俄罗斯联邦国防部（俄语：Министерство обороны Российской Федерации, Минобороны России），是统辖俄罗斯联邦軍队的俄罗斯联邦政府部门。俄罗斯国防部长为名义上的全軍首脑，受俄罗斯联邦总统领导。现任国防部长为安德烈·別洛烏索夫。俄罗斯联邦国防部大楼位于莫斯科市阿尔巴特广场，建于1940年代，1980年代加以改建。

## 历史
2022年4月5日，俄罗斯国防部网站被谷歌审查，从搜索结果中删除。

## 组织架构
- 部长安德烈·別洛烏索夫
- 第一副部长兼总参谋长格拉西莫夫大将
- 第一副部长（主持日常工作）列昂尼德·戈尔宁（俄语：Горнин, Леонид Владимирович）
- 副部长帕维尔·弗拉德科夫（英语：Pavel Fradkov）
- 副部长奥列格·萨维利耶夫（英语：Oleg Savelyev）
- 副部长安娜·齐维列娃
- 副部长亚历山大·弗明（英语：Alexander Fomin）中将分管学术科研

下设机构：
- 新闻与信息管理局
- 体育训练局
- 财务审计局
- 军事医学管理总局
- 国家订购部
- 产权关系局
- 参谋专家中心
- 行政管理局
- 国家国防订货促进部
- 国家基本建设客户部
- 国家营房建设监察部
- 休养地保障部
- 房产管理局
- 国家评估研究机构
- 教育部
- 法务部
- 机关监察部
- 人事监察局
- 军事监察局
- 国家技术监督管理局
- 航空飞行安全服务
- 核与辐射安全监督管理局
- 汽车运输管理局
- 参谋业务局
- 武装力量军械监督局
- 宪兵管理局
- 联邦特种建筑署
- 第11管理总局
- 第12管理总局（英语：12 Chief Directorate）（核武器）
- 第16管理总局
- 武装力量水文气象中心
- 军事检察院
- 独立防护第1旅

## 历任部长
| 姓名                | 在任時期                     | 時任俄羅斯總統      |
| ------------------- | ---------------------------- | ------------------- |
| 帕維爾·格拉契夫     | 1992年5月18日至1996年6月18日 | 鮑利斯·葉利欽       |
| 伊戈爾·羅季奧諾夫   | 1996年7月17日至1997年5月22日 | 鮑利斯·葉利欽       |
| 伊戈尔·谢尔盖耶夫   | 1997年5月22日至2001年3月28日 | 鮑利斯·葉利欽       |
| 伊戈尔·谢尔盖耶夫   | 1997年5月22日至2001年3月28日 | 弗拉基米爾·普京     |
| 谢尔盖·伊万诺夫     | 2001年3月28日至2007年2月15日 |                     |
| 阿纳托利·谢尔久科夫 | 2007年2月15日至2012年11月6日 |                     |
| 阿纳托利·谢尔久科夫 | 2007年2月15日至2012年11月6日 | 德米特里·梅德韦杰夫 |
| 阿纳托利·谢尔久科夫 | 2007年2月15日至2012年11月6日 | 弗拉基米爾·普京     |
| 谢尔盖·绍伊古       | 2012年11月6日至2024年5月12日 |                     |
| 安德烈·別洛烏索夫   | 2024年5月14日                |                     |

## 俄罗斯联邦武装力量国家文职公务员
人员：
- 在各级领导指挥机关担任从事专业工作的领导职务，称为国家公务员，配发制服肩章。
- 在作战部队、院校、医疗、文化等机构、国防部所属工业企业、仓库的工作人员，称为文职人员。不配发制服。

俄罗斯联邦武装力量国家公务员衔级体系：
- 国家最高一级顾问：一颗大白星，相当于大将
- 国家最高二级顾问：三颗白星，相当于上将
- 国家最高三级顾问：两颗白星，相当于中将
- 国家一级顾问：一颗白星，相当于少将
- 国家二级顾问：两道纵杠四颗白星，相当于大校
- 国家三级顾问：两道纵杠三颗白星，相当于上校
- 国家文职一级顾问：两道纵杠两颗白星，相当于中校
- 国家文职二级顾问：两道纵杠一颗白星，相当于少校
- 国家文职三级顾问：一道纵杠四颗白星，相当于大尉
- 国家文职一级雇员：一道纵杠三颗白星，相当于上尉
- 国家文职二级雇员：一道纵杠两颗白星，相当于中尉
- 国家文职三级雇员：一道纵杠一颗白星，相当于少尉
- 国家文职一级文书：三颗小白星，相当于高级准尉
- 国家文职二级文书：两颗小白星，相当于中级准尉
- 国家文职三级文书：一颗小白星，相当于初级准尉

## 外部連結
- 官方网站  （俄文）（英文）
- 俄罗斯联邦国防部的Facebook專頁
- 俄罗斯联邦国防部的X（前Twitter）
- 俄罗斯联邦国防部的Telegram（英文）
- YouTube上的俄罗斯联邦国防部頻道
- 俄罗斯联邦国防部的VKontakte專頁